# Peter Kraske
Peter Kraske  (* 25. Februar 1923 in Berlin-Dahlem; † 24. Juni 2019 in Berlin) war ein deutscher evangelischer Theologe. Er war Superintendent in West-Berlin und der Leiter der Kirchenkanzlei der Evangelischen Kirche der Union.

## Leben
Nach dem Besuch der Volksschule und des Gymnasiums in Berlin wurde Peter Kraske erst zum Reichsarbeitsdienst und ab Juli 1941 zur Wehrmacht eingezogen. Er nahm von 1942 bis 1945 als Soldat am Zweiten Weltkrieg teil, erst in Belgien, dann in Russland, wo er verwundet wurde. 1945 geriet er als Oberleutnant in sowjetische Gefangenschaft. Nach seiner Entlassung aus der Kriegsgefangenschaft im August 1946 nahm Kraske ein Studium der Theologie in Berlin, Heidelberg und Göttingen auf. Mit seinem Examen begann seine berufliche Laufbahn in der evangelischen Kirche. Von 1954 bis 1962 war er persönlicher Referent bei Bischof Otto Dibelius, dem Ratsvorsitzenden der Evangelischen Kirche in Deutschland. Von 1959 bis 1962 war Kraske Konsistorialrat, um dann bis 1969 eine Pfarrstelle in Berlin-Frohnau zu übernehmen. Anschließend war er ab 1977 Superintendent für Charlottenburg sowie von 1978 bis 1988 Leiter der Kirchenkanzlei der Evangelischen Kirche der Union (Berlin/West). 

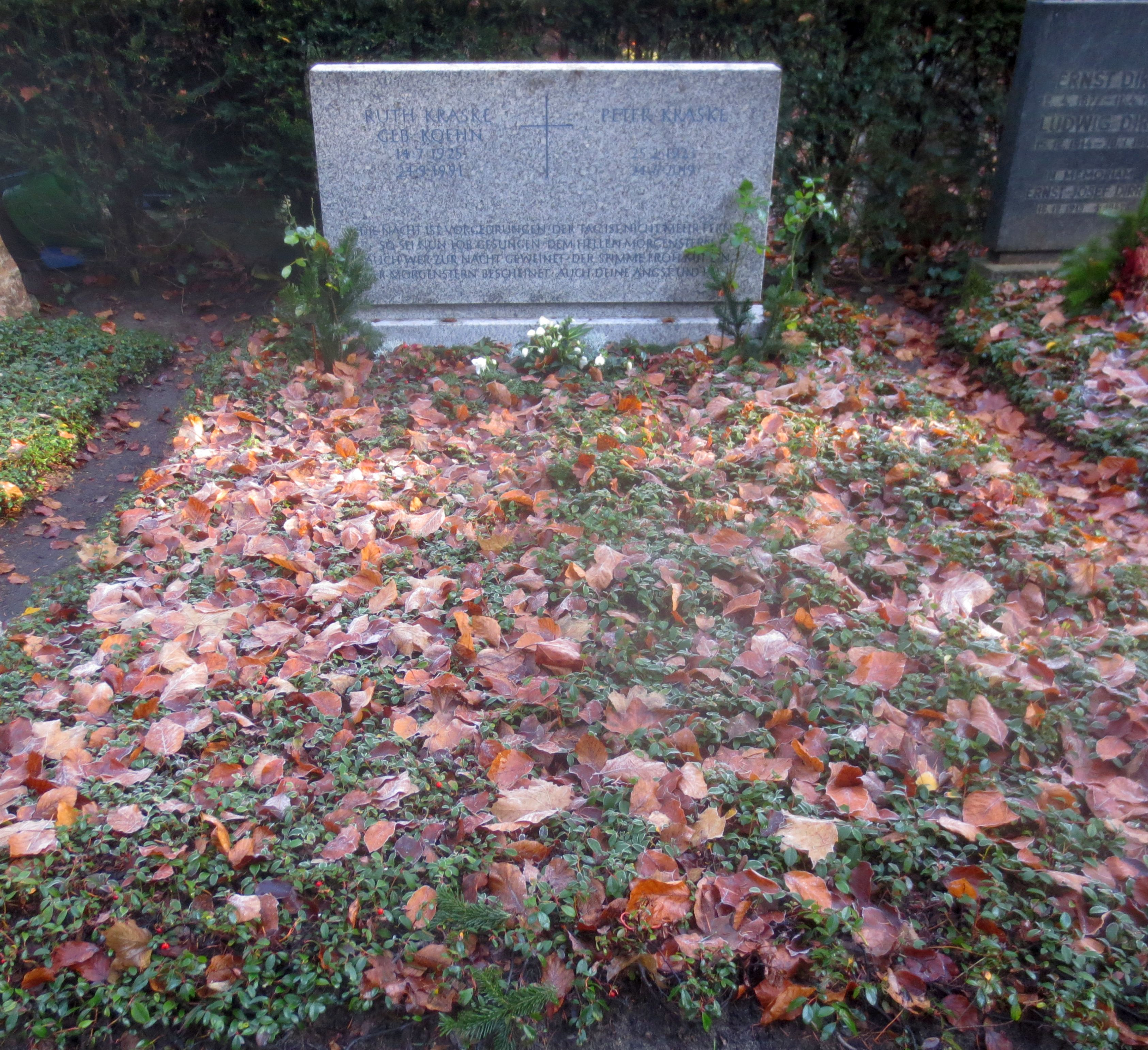
Grab von Peter Kraske auf dem Friedhof Heerstraße in Berlin-Westend

Sein jüngerer Bruder war der CDU-Politiker Konrad Kraske.
Peter Kraske starb am 24. Juni 2019 im Alter von 96 Jahren in Berlin. Die Beisetzung fand am 5. Juli 2019 auf dem landeseigenen Friedhof Heerstraße in Berlin-Westend statt.

## Publikationen (Auswahl)
- J. F. Gerhard Goeters, Peter Kraske, Eckhard Lessing, Gerhard Ruhbach (Hrsg.): Barmer Theologische Erklärung 1934-1984. Geschichte, Wirkung, Defizite. Verlag Luther. Bielefeld 1984. ISBN 9783785802878
- Die Wurzel trägt dich. Jugend- und Kriegserinnerungen 1923-1946. Privatdruck. Berlin 1999.
- In der Schule Gottes und anderer Lehrmeister 1946-1953. Privatdruck. Berlin 2001.
- Wir sind doch Brüder. Ein Leben als Pastor im geteilten Berlin mit Erinnerungen an Synoden, Gemeinden und Bischöfe. Verlag Wichern. Berlin 2005. ISBN 9783889813107